# Boissy-la-Rivière
Boissy-la-Rivière – miejscowość i gmina we Francji, w regionie Île-de-France, w departamencie Essonne.
Według danych na rok 1990 gminę zamieszkiwały 412 osoby, a gęstość zaludnienia wynosiła 33 osób/km² (wśród 1287 gmin regionu Île-de-France Boissy-la-Rivière plasuje się na 858. miejscu pod względem liczby ludności, natomiast pod względem powierzchni na miejscu 262.).